# San Donaci
San Dònaci è un comune italiano di 6 061 abitanti della provincia di Brindisi in Puglia.
È situato nel Salento lungo la direttrice fra Lecce e Taranto.

## Origini del nome
Il nome del paese, secondo un'ipotesi di Giacomo Arditi, sarebbe un'abbreviazione di Donatoci, participio passato del verbo donare. Più probabilmente il nome potrebbe fare riferimento a un santo particolarmente venerato nel Medioevo nel Salento, san Dana, chiamato anche san Danatte e san Danax (Dànace). Una valenza storico-economica avrebbe invece la proposta etimologica pubblicata di recente sulla rivista linguistica RIOn: donaci deriva dal latino dominicum, diventato donicum e quindi donaci. L'espressione iniziale doveva essere all'incirca "(casale) del terreno di proprietà o dominicato", cioè non concesso in feudo; il proprietario era probabilmente un ente ecclesiastico e questo fatto  avrebbe generato  l'aggettivo "santo". Si tratterebbe, dunque, di uno pseudo agiotoponimo.

## Storia
Ci sono stati ritrovamenti di oggetti preistorici nella grotta in contrada Mariana (alcuni vasi e rudimentali armi litiche).
Resti romani emersi in contrada Cuciulina (una piccola necropoli di quattro tombe ed alcune epigrafi), in contrada Palazzo (resti di una villa prediaria) e in contrada Mea (villa rustica) fanno pensare ad una presenza sporadica dell'uomo in età preclassica e poi romana, probabilmente popolazioni messapiche poi colonnizzate dai tarantini e infine inglobate nella Regio II Apulia et Calabria dall'Impero romano.
Le prime tracce di un insediamento consistente risalgono al X secolo, quando il territorio del Salento era sotto il dominio dell'Impero bizantino. Molti ritengono che San Donaci sia stata originariamente un casale della Foresta oritana, prima di essere data in feudo dai conti di Conversano all'arcivescovo di Brindisi, Bailardo, nel XII secolo. Tale rimase fino alla fine del XVIII secolo, quando Ferdinando IV di Borbone la assegnò insieme al feudo di San Pancrazio ad un governatore regio.
La feudalità arcivescovile su San Donaci subì una interruzione formale e non sostanziale, nel 1461, allorché Ferdinando d'Aragona assegnò a Giorgio Castriota Scanderbeg parecchi feudi in Puglia, tra cui San Donaci, in compenso dell'aiuto nella guerra contro Giovanni II di Lorena. Ma lo Scanderbeg e la colonia albanese che aveva preso possesso di San Donaci preferirono lasciare il feudo all'arcivescovo di Brindisi.

### Simboli
Lo stemma comunale, concesso il 27 maggio 1929, raffigura un albero di palma alla cui base vi sono tre spighe di grano e un tralcio di vite. Il gonfalone è costituito da un drappo di azzurro.

## Monumenti e luoghi d'interesse
La struttura architettonica di carattere storico più rilevante è il Castello, o Palazzo arcivescovile dell'arcidiocesi di Brindisi di cui il borgo di San Donaci costituiva parte del Feudo.
La Chiesa Matrice di Santa Maria Assunta è un esempio di attardato neoclassicismo architettonico. Costruita nel 1899 su una precedente chiesa, mostra sulla piazza la facciata elegante e sobria, con l'alto campanile visibile da ogni parte. All'interno l'altare in pietra dedicato all'Addolorata.
Nella chiesetta di Santa Maria delle Grazie, ora cappella del cimitero (a 300 metri dall'abitato), è conservata la venerata immagine ad affresco di una Madonna col Bambino (Madonna delle Grazie) del XV secolo, certamente ridipinta successivamente.

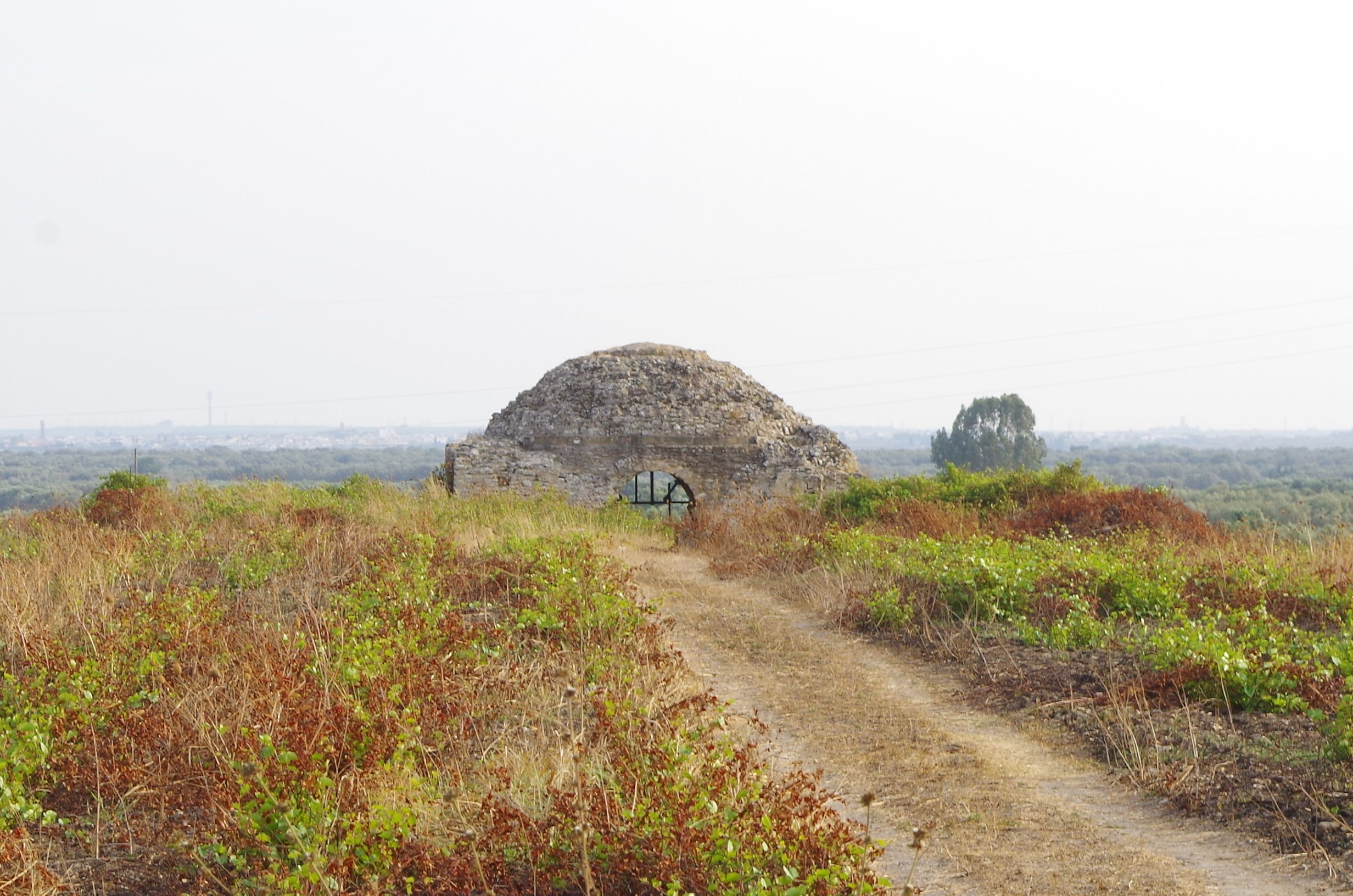
Complesso di San Miserino nell'agro di San Donaci (BR)

In contrada Monticello (sulla strada per Mesagne) è presente il rudere abbandonato del Tempietto di San Miserino, considerato il luogo di culto paleocristiano tra i più antichi dell'intera regione (VI-VIII secolo). È un edificio di grande interesse architettonico per la sua pianta centrale a forma ottagonale con copertura a cupola, che richiama la tradizione costruttiva romana. Per secoli abbandonato e quasi distrutto, è stato solo in piccola parte ripristinato; mostra ancora la tipica copertura a cupola (in opus cementicium) che poggia su otto pilastri e capitelli in stucco decorati con foglie d'acanto. L'interno è a circa 2 metri sotto il piano di campagna con quattro piccole absidi contrapposte; sulle pareti rimangono tracce di intonaco rosso, ma sono del tutto scomparsi gli affreschi di epoca bizantina e le decorazioni in stucco, mentre il pavimento conserva ancora parti del mosaico bicromo, probabilmente di epoca romana. Si accede da un pronao affiancato da due piccoli ambienti in buona parte demoliti. Probabilmente nato, in età romana, come tempio pagano (o ninfeo), fu successivamente utilizzato come battistero dai primi cristiani. Il monumento è a circa 100 metri a sud del Limitone dei greci, un antico muro di divisione tra la zona bizantina (a sud) e quella Longobarda (a nord).
Il paesaggio circostante è contornato dal parco naturale Li Paduli e l’agro di San Dònaci si caratterizza per la presenza di una cospicua falda acquifera sotterranea, fondamentale per la fertilità del terreno. Il paese , infatti, è un importante coacervo di viticoltura. L’elemento essenziale dell’economia è l’agricoltura (vino, olio extravergine d’oliva, cereali, frutta e ortaggi. La zona delle Paludi, un tempo sede di un insediamento rupestre di monaci di san Basilio, è oggi in parte coltivata; è luogo di passaggio di uccelli migratori. In progetto il ripristino dell'area naturalistica e la realizzazione di un parco protetto. Le paludi un’area naturale sterrata con molte buche che si allagano durante il periodo delle precipitazioni. La zona  è stata bonificata nel 1922 ed oggi viene assistita durante le forti precipitazioni all’impaludamento della zona.
Gli acquitrini che si formano nell’area delle paludi sono importanti, dal punto di vista ecologico, perché creano il giusto ecosistema. Le paludi possono essere sia d'acqua dolce che salata, nel caso delle paludi sandonacesi, dolce, estendendosi lungo le sponde di fiumi e laghi o delle coste marine.
La vegetazione tipica delle paludi presenta canne, giunchi e alberi in grado di sopravvivere con un suolo intriso d'acqua. Molti uccelli acquatici vivono nelle aree paludose, oltre a topi muschiati, rane e insetti.
Nelle paludi di acqua salmastra, d'inverno, si fermano oche, anatre  delle nevi e aironi.

## Attività economiche
La componente essenziale dell'economia sandonacese è l'agricoltura (vino, olio, cereali, frutta, bambagia); piuttosto diffusi l'allevamento degli ovini, gli stabilimenti vinicoli, i frantoi e gli stabilimenti per la lavorazione dei fichi secchi.
San Donaci è un importante centro di viticoltura.

## Società

### Evoluzione demografica
Abitanti censiti

### Etnie e minoranze straniere
Al 31 dicembre 2014 nel territorio comunale si registrava la presenza di 98 stranieri residenti (37 maschi e 61 femmine) pari circa all'1,44% della popolazione totale residente. La più grande comunità è di gran lunga quella marocchina.
Si riportano le nazionalità più rappresentate:
- Marocco: 51
- Romania: 29
- Germania: 5

## Economia
L'economia è basata in maniera quasi totale sull'agricoltura caratterizzata da olivicoltura (principalmente piante giovani) e viticoltura, sono presenti diverse aziende vinicole e centri di assistenza fiscale.

## Amministrazione
Di seguito è presentata una tabella relativa alle amministrazioni che si sono succedute in questo comune.
| Periodo          | Periodo          | Primo cittadino     | Partito                                                        | Carica              | Note   |
| ---------------- | ---------------- | ------------------- | -------------------------------------------------------------- | ------------------- | ------ |
| 2 agosto 1988    | 16 giugno 1993   | Vito Punzi          | Partito Democratico della Sinistra, Partito Comunista Italiano | Sindaco             | [ 12 ] |
| 23 febbraio 1990 | 18 agosto 1991   | Carmine Lolli       | Democrazia Cristiana                                           | Sindaco             | [ 12 ] |
| 16 giugno 1993   | 28 aprile 1997   | Michele De Filippis | -                                                              | Sindaco             | [ 12 ] |
| 28 aprile 1997   | 13 dicembre 1999 | Giuseppe Gagliani   | Partito Democratico della Sinistra                             | Sindaco             | [ 12 ] |
| 17 aprile 2000   | 27 novembre 2002 | Vincenzo Elia       | centro-destra                                                  | Sindaco             | [ 12 ] |
| 27 novembre 2002 | 27 maggio 2003   | Michele Lastella    |                                                                | Comm. straordinario | [ 12 ] |
| 27 maggio 2003   | 15 aprile 2008   | Mariangela Presta   | Casa delle Libertà                                             | Sindaco             | [ 12 ] |
| 15 aprile 2008   | 28 maggio 2013   | Domenico Serio      | lista civica                                                   | Sindaco             | [ 12 ] |
| 28 maggio 2013   | 10 giugno 2018   | Domenico Fina       | lista civica: il sole                                          | Sindaco             | [ 12 ] |